# غاري ماكاي ستيفين
غاري ماكاي ستيفين (بالإنجليزية: Gary Mackay)‏ (23 يناير 1964 بإدنبرة في المملكة المتحدة - ) هو مدرب كرة قدم ولاعب كرة قدم بريطاني في مركز الوسط. شارك مع منتخب اسكتلندا لكرة القدم. أما مع النوادي، فقد لعب مع هارت أوف ميدلوثيان ونادي أردريونيانز.

## وصلات خارجية
- غاري ماكاي ستيفين على موقع الاتحاد الأوربي (الإنجليزية)
- غاري ماكاي ستيفين على موقع قاعدة بيانات كرة القدم.إي يو (الإنجليزية)
- غاري ماكاي ستيفين على موقع Soccerbase.com (لاعب) (الإنجليزية)